# Parafia Przemienienia Pańskiego w Sztokholmie
Parafia Przemienienia Pańskiego w Sztokholmie – prawosławna parafia pod jurysdykcją Bułgarskiego Kościoła Prawosławnego w Sztokholmie, stolicy Szwecji. 

## Historia
Początki parafii sięgają pokoju w Stołbowie 1617 r. W l. 1905–1907 powstała obecna cerkiew parafialna. Wspólnota funkcjonowała jako parafia rosyjskiego prawosławia (najpierw w ramach Rosyjskiej Cerkwi Prawosławnej, a od 1931 r. w jurysdykcji egzarchatu paryskiego pod zwierzchnictwem patriarchy Konstantynopola. W 2019 r. w związku z konfliktem między Patriarchatami Moskiewskim i Konstantynopolitańskim na tle autokefalii Prawosławnej Cerkwi Ukrainy oraz likwidacją Zachodnioeuropejskiego Egzarchatu Parafii Rosyjskich przeszła  w 2019 r. pod opiekę Patriarchatu Bułgarskiego, jednak pod jurysdykcję metropolii Stanów Zjednoczonych, Kanady i Australii, a nie metropolii zachodniej i środkowej Europy.
Cerkiew parafialna Przemienienia Pańskiego znajduje się przy ulicy Birger Jarlsgatan 98.